# ジュゴン (お笑いコンビ)
ジュゴンは、吉本興業に所属のお笑いコンビ。2018年2月結成、2019年12月解散。ヨシモト∞ホールに出演していた。
以前はプ・テジュを含めたお笑いトリオイブンカとして活動していた。

## メンバー
小橋川隆太(こばしがわ りゅうた、1984年8月2日 - ) ボケ(沖縄)担当
- 沖縄県西原町出身。血液型A型。身長：181cm。体重：78kg。
- 趣味は、お酒、読書。
- 特技は熟女年齢当て、沖縄弁。[1]
- 解散後はピン芸人で活動をお互いに続ける。

松間雄亮(まつま ゆうすけ、1986年12月5日 - )  ツッコミ(大阪)担当
- 大阪府高槻市出身。血液型A型。身長：172cm。体重：70kg。
- 趣味は、映画鑑賞、ランニング。
- 特技は、セクシーギャグ、マラソン。[1]
- ヨシモト∞ホール発のアイドルユニットNALU-SEE☆のYUSUKEとして活動中
- 元ヤングウッズ　グチヤマとラテンソウ大森とともにギャグボーイズを結成し、1日1つギャグ動画をTwitterに上げ続けている。
- 2021年に、元キラキラ関係のななえとのコンビ「スロッピ」を結成。

## 経歴
- 2017年10月 - お笑いトリオイブンカ解散
- 2018年2月 - お笑いコンビジュゴン結成
- 2018年10月-M-1グランプリ2018 ２回戦敗退